# Qūlāq Būrteh
Qūlāq Būrteh (persiska: قلاقبورتا, قولاق بورته, قلاق بورته) är en ort i Iran.   Den ligger i provinsen Golestan, i den norra delen av landet, 400 km nordost om huvudstaden Teheran. Qūlāq Būrteh ligger 74 meter över havet och antalet invånare är 342.
Terrängen runt Qūlāq Būrteh är platt. Runt Qūlāq Būrteh är det ganska tätbefolkat, med 65 invånare per kvadratkilometer. Qūlāq Būrteh är det största samhället i trakten. Omgivningarna runt Qūlāq Būrteh är i huvudsak ett öppet busklandskap.